# Рокитнице-в-Орлицких-горах
Рокитнице-в-Орлицких-горах (чеш. Rokytnice v Orlických horách, нем. Rokitnitz) — город в Чехии в районе Рихнов-над-Кнежноу Краловеградецкого края.
Город-курорт расположен в восточной части исторической области Богемия в Орлицких горах в 9 км севернее Жамберка.

## История
Город был основан в XIII веке. Первое письменное упоминание встречается в 1318 году. В 1553 год на месте бывшей крепости был построен ренессансный дворец со двором и аркадой.
В 1906 году здесь была проложена железная дорога. В 1918 году немецкое население города отказалось подчиняться властям нового государства Чехословакия и присоединилось к Судетенланду. В том же году Чехословацкая армия подавила выступление судетские немцев.
После Мюнхенского соглашения в сентябре 1938 года Рокитнице-в-Орлицких-горах была присоединена к Третьему рейху. После окончания Второй мировой войны население города сильно сократилось в результате изгнания немецкого населения из Чехословакии.
Лишь в 1971 году Рокитнице вновь получил статус города, который после войны не возобновлялся. После ввода войск Варшавского договора в 1968 году здесь был размещён советский воинский гарнизон, оставивший город в 1991 году.
После 1989 года город развивался как туристический курорт и центр восточных окрестностей горы Орел.

## Достопримечательности
- Замок Рокитнице-в-Орлицких-горах
- Костёл Пресвятой Троицы 1600—1605 годов — памятник культуры Чехии
- Капелла Святой Анны начала XVIII века
- Марианский столб на центральной площади Масарика
- Фонтан в стиле ампир 1886 года на центральной площади Масарика
- Костёл Всех Святых 1679—1684 годов — памятник культуры Чехии
- Мемориал жертвам австро-прусской войны
- Мемориал жертвам Первой и Второй мировых войн
- Старое еврейское кладбище
- Остатки укрепрайона Ганичка

## Население
| Год  | Численность | Численность |
| ---- | ----------- | ----------- |
| 1869 | 4089        | [ 5 ]       |
| 1880 | 4395        | [ 5 ]       |
| 1890 | 4161        | [ 5 ]       |
| 1900 | 3801        | [ 5 ]       |
| 1910 | 3416        | [ 5 ]       |
| 1921 | 3125        | [ 5 ]       |
| 1930 | 3028        | [ 5 ]       |
| 1950 | 2175        | [ 5 ]       |
| 1961 | 1954        | [ 5 ]       |
| 1970 | 1825        | [ 5 ]       |
| 1980 | 1896        | [ 5 ]       |
| 1991 | 1964        | [ 5 ]       |
| 2001 | 2513        | [ 5 ]       |
| 2014 | 2115        | [ 6 ]       |
| 2016 | 2063        | [ 7 ]       |
| 2017 | 2047        | [ 8 ]       |
| 2018 | 2043        | [ 9 ]       |
| 2019 | 2022        | [ 10 ]      |
| 2020 | 2022        | [ 11 ]      |
| 2021 | 1995        | [ 12 ]      |
| 2022 | 1971        | [ 13 ]      |
| 2023 | 2072        | [ 14 ]      |
| 2024 | 2164        | [ 3 ]       |